# کالام لینچ
کالام فینبار لینچ (انگلیسی: Calam Finbar Lynch؛ زادهٔ ۷ نوامبر ۱۹۹۴) بازیگر بریتانیایی است. از آثار سینمایی او می‌توان به اقتباس دیزنی از زیبای سیاه (۲۰۲۰) و فیلم نیایش به کارگردانی ترنس دیویس (۲۰۲۱) اشاره کرد. در تلویزیون، او در درام خانم ویلسون (۲۰۱۸) از شبکه بی‌بی‌سی وان، فصل دوم مجموعه بریجرتون (۲۰۲۲) از نتفلیکس و مجموعه سوئیت‌پی (۲۰۲۴–) از اسکای آتلانتیک حضور داشته است.

## اوایل زندگی
لینچ در واریک‌شر، انگلستان به دنیا آمد و پسر بازیگران ایرلندی، نیو کیوسک و فینبار لینچ است. بخشی از کودکی خود را در موترام سنت اندرو، چشر گذراند و در مدرسه ابتدایی محلی تحصیل کرد، در حالی که والدینش در منچستر مشغول به کار بودند. سپس خانواده‌اش به بارنز، در جنوب غرب لندن نقل مکان کردند. لینچ در مدرسه لاتیمر آپر در همرسمیت تحصیل کرد و پس از آن رشته کلاسیک را در کالج سامرویل، آکسفورد ادامه داد و در سال ۲۰۱۷ فارغ‌التحصیل شد. او در ابتدا به فوتبال علاقه‌مند بود، اما تحت تأثیر خویشاوندش، مکس آیرونز، به بازیگری جذب شد و در طول دوران دانشگاه در تولیدات تئاتری شرکت کرد.